# Grad Slepčjek
Grad Slepčjek ali Slepšek (nemško Plintenbach) je stal v naselju Slepšek v občini Mokronog-Trebelno. 

## Zgodovina
Grad naj bi bil zgrajen že v 12. stol. V fevdu so ga imeli grofje Višnjegorski in kasneje Andeški. Upravljali pa so ga ministeriali vitezi s Slepčjeka. Konec 13. stol. so ga občasno posedovali Čreteški. Leta 1502 je bil grad v posesti Jurija Mordachs in Luke Hussinger. Leta 1634 ga je posedoval Jurij Novak. Leta 1643 ga je Jurij Erazem pl. Scheyer prodal Jakobu Zupančiču. Nazadnje se omenja v 18. stol., ko ga Janez Anton Bosizio proda Hanžeju Metelku. Ruševina gradu je upodobljena na sliki Trga Mokronog, ki jo je upodobil v 18. stol. Joseph Wagner.